# Dipartimento per il lavoro fra le donne
Il Dipartimento per il lavoro fra le donne (in russo Отдел по работе среди женщин?, Otdel po rabote sredi ženščin), dal luglio 1926 Dipartimento delle operaie e delle contadine (Отдел работниц и крестьянок, Otdel rabotnic i krest'janok), noto anche come Dipartimento femminile (Женский отдел, Žensckij otdel), abbreviato in Ženotdel (Женотдел), è stato un reparto attivo presso il Comitato centrale del Partito bolscevico tra il 1919 e il 1930.

## Storia
Il dipartimento fu istituito nel settembre 1919 attraverso la riorganizzazione della precedente Commissione per la propaganda e l'agitazione tra le donne. La prima direttrice dell'ufficio fu Inessa Armand, che morì un anno più tardi e fu sostituita da Aleksandra Kollontaj. Il dipartimento fu soppresso nel gennaio 1930, e le sue funzioni furono svolte dai reparti femminili degli uffici per l'agitazione e le campagne di massa, attivi fino al 1934, quando Stalin dichiarò risolta la questione femminile.

## Direttrici
- Inessa Armand (settembre 1919 - settembre 1920)
- Aleksandra Kollontaj (settembre 1920 - 1921)
- Sof'ja Smidovič (1922-1924)
- Klavdija Nikolaeva (1924 - 27 gennaio 1926)
- Aleksandra Artjuchina (27 gennaio 1926 - gennaio 1930)